# Veiràs
Veiràs (en francès Veyras) és un municipi francès situat al departament de l'Ardecha i a la regió d'Alvèrnia-Roine-Alps. L'any 2007 tenia 1.549 habitants.

## Demografia

### Població
El 2007 la població de fet de Veyras era de 1.549 persones. Hi havia 636 famílies de les quals 126 eren unipersonals (69 homes vivint sols i 57 dones vivint soles), 271 parelles sense fills, 190 parelles amb fills i 49 famílies monoparentals amb fills.
La població ha evolucionat segons el següent gràfic:
Habitants censats

### Habitatges
El 2007 hi havia 701 habitatges, 642 eren l'habitatge principal de la família, 33 eren segones residències i 26 estaven desocupats. 666 eren cases i 35 eren apartaments. Dels 642 habitatges principals, 545 estaven ocupats pels seus propietaris, 78 estaven llogats i ocupats pels llogaters i 19 estaven cedits a títol gratuït; 6 tenien una cambra, 19 en tenien dues, 51 en tenien tres, 172 en tenien quatre i 394 en tenien cinc o més. 548 habitatges disposaven pel capbaix d'una plaça de pàrquing. A 242 habitatges hi havia un automòbil i a 387 n'hi havia dos o més.

### Piràmide de població
La piràmide de població per edats i sexe el 2009 era:
| Homes | Edats   | Dones |
| ----- | ------- | ----- |
| 0     | 95 o +  | 4     |
| 4     | 90 a 94 | 4     |
| 0     | 85 a 89 | 16    |
| 0     | 80 a 84 | 0     |
| 20    | 75 a 79 | 20    |
| 16    | 70 a 74 | 24    |
| 24    | 65 a 69 | 36    |
| 48    | 60 a 64 | 40    |
| 28    | 55 a 59 | 60    |
| 92    | 50 a 54 | 68    |
| 56    | 45 a 49 | 44    |
| 84    | 40 a 44 | 72    |
| 76    | 35 a 39 | 80    |
| 32    | 30 a 34 | 48    |
| 24    | 25 a 29 | 20    |
| 16    | 20 a 24 | 20    |
| 36    | 15 a 19 | 68    |
| 92    | 10 a 14 | 48    |
| 56    | 5 a 9   | 56    |
| 28    | 0 a 4   | 12    |

## Economia
El 2007 la població en edat de treballar era de 1.041 persones, 715 eren actives i 326 eren inactives. De les 715 persones actives 668 estaven ocupades (336 homes i 332 dones) i 47 estaven aturades (28 homes i 19 dones). De les 326 persones inactives 166 estaven jubilades, 99 estaven estudiant i 61 estaven classificades com a «altres inactius».

### Ingressos
El 2009 a Veyras hi havia 624 unitats fiscals que integraven 1.588 persones, la mediana anual d'ingressos fiscals per persona era de 21.244 €.

### Activitats econòmiques
Dels 37 establiments que hi havia el 2007, 1 era d'una empresa alimentària, 3 d'empreses de fabricació de material elèctric, 1 d'una empresa de fabricació d'altres productes industrials, 13 d'empreses de construcció, 4 d'empreses de comerç i reparació d'automòbils, 1 d'una empresa d'hostatgeria i restauració, 2 d'empreses d'informació i comunicació, 2 d'empreses financeres, 1 d'una empresa immobiliària, 2 d'empreses de serveis, 1 d'una entitat de l'administració pública i 6 d'empreses classificades com a «altres activitats de serveis».
Dels 17 establiments de servei als particulars que hi havia el 2009, 2 eren tallers de reparació d'automòbils i de material agrícola, 3 paletes, 3 guixaires pintors, 1 fusteria, 2 lampisteries, 2 electricistes, 3 perruqueries i 1 restaurant.
Dels 2 establiments comercials que hi havia el 2009, 1 era una fleca i 1 una botiga d'electrodomèstics.
L'any 2000 a Veyras hi havia 7 explotacions agrícoles.

## Equipaments sanitaris i escolars
El 2009 hi havia una escola elemental.

## Poblacions més properes
El següent diagrama mostra les poblacions més properes.